# Leonel Pierce
Michael Leonel Pierce (Chacabuco, 28 luglio 1993) è un calciatore argentino, centrocampista della Paganese.

## Carriera
Ha giocato nella massima serie dei campionati argentino e rumeno, e nella seconda divisione argentina.